# Plato en Griekse religie
Plato en Griekse religie, oorspronkelijk Engels: Plato and Greek religion, is de titel van een essay uit 'The Cambridge Companion to Plato' van de hand van Michael L. Morgan, professor in geschiedenis van de filosofie aan de Universiteit van Oxford. Hij beschrijft hierin de context waarbinnen de dialogen van Plato ontstonden en duidt Plato's relatie met de diverse vormen van oud-Griekse religie.

## Inhoud
Belangrijke punten uit het essay:
1. Griekse religie was vanaf de 5e eeuw v.Chr. bijzonder pluralistisch en heterogeen.
2. Er bestond weliswaar een officiële stads- of polisreligie, maar die verloor na de nederlaag van Athene in de Peloponnesische Oorlog terrein in het voordeel van alternatieve religies.
3. Deze alternatieve religies leerden dat de afstand tussen het goddelijke en het menselijke te overbruggen was.
4. Plato's opvattingen over de onsterfelijkheid van de ziel en de mogelijkheid voor de mens om de afstand naar 'het goddelijke' te overbruggen verschilde wel hierin dat hij - voor de filosoof althans - de methode van rationaliteit boven die van de (volkse) emotionaliteit verkoos.

## Pluralisme en heterogeniteit
Griekse godsdienst was alomtegenwoordig, pluralistisch en heterogeen. Aan de ene kant was er de officiële Polis-religie, een pantheon aan goden waaronder Zeus, Hera, Athene, Apollo, Poseidon en een hele reeks lagere goden zoals Pan, die de familie van de 'olympische goden' vormde. Aan de andere kant stond een reeks lokale goden zodat elke deme niet elke god in dezelfde mate vereerde. Bovendien was er niet één 'Zeus', maar bestond er ook een 'Zeus van de Stad', een 'Zeus van de vreemdeling', een 'Zeus van de bergtoppen' en dies meer. Dat Griekse polytheïsme overschreed ook de grenzen van de Griekse stadstaten. Zo waren de vierjaarlijkse pan-Hellenistische festivals een 'internationaal' festival en was het Orakel van Delphi met de heiligdommen van Apollo een internationaal aantrekkingspunt. Behalve grote en kleinere goden werden ook de dichters Homerus en Hesiodos vereerd.
In het klassieke Griekenland was, mede door dat enorme pluralisme en die variëteit, alles doordrongen van een religieus karakter: politiek, ethiek, wetenschap, schilderkunst, muziek, dans, toneel, landbouw en zo meer. Het hele jaar door werden festivals gehouden: processies, vieringen voor de nieuwe maand, dans, wedstrijden, hymnen, zodat de Grieken leefden van festival naar festival.

## Alternatieve religies
Een belangrijk fenomeen van religieus leven in Plato's tijd was de opkomst van nieuwe cultussen. Vele ervan bloeiden in de late 5e eeuw v.Chr. gedurende en na de Peloponnesische Oorlog (431-404 v.Chr.) tussen Athene en Sparta, een strijd die uitliep in een Atheense nederlaag en zo een einde maakte aan de Atheense hegemonie:
- de cultus van Pan volgde na de Slag bij Marathon (490 v.Chr.)
- de Eleusische mysteriën met orfische en bacchische elementen, waaronder zuiveringsriten, werden een Atheens festival in de eerste helft van de 5e eeuw v.Chr.

## Leerstellingen van de verlossingsreligies
De proliferatie van nieuwe religies kende een hoogtepunt na de oorlogsjaren met de verering van Bendis, Asklepios, zoon van Apollo, Dionysius en Bacchus. Deze religievormen verspreidden een geloof in de onsterfelijkheid van de ziel en metempsychose, of zielsverhuizing. Al deze ontwikkelingen wijzen op een 'verkleining' van de kloof tussen god en mens, die de officiële polisreligie steeds als 'hybris' bestempeld had. De 'sleutel' tot het vermogen van de mens om die afstand te overbruggen was het concept van de onsterfelijkheid van de ziel. De kiem voor dergelijke denkbeelden was al door Empedocles en Pythagoras gelegd.

## Plato's toe-eigening
Plato neemt zowel elementen van de polis-godsdienst als van de nieuwe religies over, maar zet die wel naar zijn hand. Hij aanvaardt op bepaalde punten de standpunten van de officiële religie, maar spaart aan de andere kant zijn kritiek niet op de festivals, offers, orakels enzovoort. Hij is ook geneigd om soms de alternatieve vorm van vroomheid te adopteren, de vorm die mysteriecultussen en extatische initiatieriten, zuivering en verlossing omvat. Wanneer hij het laatste aanneemt, verandert hij het echter ingrijpend:
- In de oorspronkelijke 'extatische'[2] context van de mysteriecultussen maakte de ziel van degene die geïnitieerd werd een overgang die het aardse transcendeerde. Zo werd deze 'transformatie' bij de verering van Orfeus en Bacchus bereikt door een soort emotionele opwinding teweeg te brengen, op gang gebracht door muziek, dans en wijn.
- Plato accepteert dit extatische model, waarbij mensen hun ziel in een bepaalde toestand kunnen brengen, en op die manier de goddelijke staat benaderen. Maar: hij wil dit op een totaal andere manier bereiken. Het emotionele karakter van de riten vervang hij door een cognitieve inhoud. Voor Plato betekent dit een leven leiden, gericht op verlossing, door middel van rationeel onderzoek. Een filosofisch leven dus.

Plato ontwikkelt op basis van deze overtuiging een epistemologische metafysische visie van wat zulk onderzoek dan wel inhoudt. Hij zoekt dus meer bepaald te begrijpen wat filosofie is. Filosofie dient zich in haar onderzoek zeker bezig te houden met kennis die toebehoort aan de goddelijke voorwerpen, de Vormen of Ideeën. Deze soort kennis zal de ziel dan meer en meer laten gelijken op deze objecten. Leren, in de zin die Plato bedoelt, is dan ook een extatisch ritueel proces omdat het net als een ritueel precies georganiseerd is, religieus gemotiveerd is door de wens om goddelijk te worden, en gefaciliteerd wordt door de aanname dat de menselijke ziel onsterfelijk is en een bijna goddelijke status kan bereiken.
In de rest van het essay wijst Morgan aan in welke dialogen van Plato verwijzingen zitten naar de verschillende cultussen en opvattingen over de onsterfelijke ziel, en hoe Plato dit zoals hierboven samengevat in zijn eigen filosofie verwerkte. Zo toont hij bijvoorbeeld aan dat Socrates in Symposium verslag doet van een ontmoeting met Diotima, een zieneres uit Mantinea in Arkadia. Daarin vertelt zij op welke manier de ziel vanuit gewone begeerte en liefde 'overvloeit' naar een verlangen naar de eeuwige Vorm van Schoonheid. Haar woordenschat: myesis, epopteia, orgiazein en beschrijving komen recht uit de mysteriën van Eleusis.